# Bandeira da República da Irlanda
A Bandeira da Irlanda (em irlandês: An Bhratach Náisiúnta), também conhecida como a tricolor, é uma bandeira tricolor vertical, com as cores verde, branco e laranja. A proporção da bandeira é 1:2 (comprimento duas vezes a largura). O verde representa uma tradição gaélica e os católicos, enquanto o laranja representa os adeptos de Guilherme de Orange e os protestantes. O branco no centro significa uma trégua duradoura entre o "Laranja" e o "Verde".
Primeiramente introduzida por Thomas Francis Meagher em 1848, foi na Revolta da Páscoa de 1916, quando foi levantada no General Post Office, juntamente com uma bandeira verde com as palavras República da Irlanda, em Dublin, que o tricolor chegou a ser considerado como a bandeira nacional.
A bandeira foi adotada em 1919 pela República da Irlanda durante a guerra da independência, e posteriormente pelo Estado Livre Irlandês (1922-1937), mais tarde ser adotada ao abrigo do estatuto constitucional da Constituição de 1937 na Irlanda. O tricolor é considerado por muitos nacionalistas como a bandeira nacional de toda a ilha da Irlanda.
A bandeira da Costa do Marfim tem as mesmas cores que a bandeira irlandesa, mas em ordem invertida.

## Bandeira presidencial
| Bandeira | Período | Uso                                   | Descrição                      |
| -------- | ------- | ------------------------------------- | ------------------------------ |
|          | 1945 -  | Estandarte do Presidente da República | Harpa dourada sobre fundo azul |

## Bandeiras regionais
| Bandeira | Período | Uso                            | Descrição |
| -------- | ------- | ------------------------------ | --- |
|          |         | Bandeira das quatro províncias | Os quatro quadrantes representam as províncias, com os escudos de Ulster (superior esquerdo, Munster (superior direito), Connacht (inferior esquerdo) e Leinster (inferior direito). É usada normalmente para representar a Seleção de Rugby das duas Irlandas, que possuem um time unificado. |
|          |         | Bandeira de Ulster             | Cruz vermelha sobre fundo amarelo, escudo do colonizador normando (John de Courcy), no centro um escudo branco que em seu interior tem uma mão vermelha. |
|          |         | Bandeira de Leinster           | Harpa de ouro sobre fundo verde (primeiramente usada como bandeira naval). |
|          |         | Bandeira de Connacht           | Bandeira branca e azul com a metade de uma águia a esquerda e um braço com uma espada a direita. |
|          |         | Bandeira de Munster            | Fundo azul com três corôas douradas. |

## Bandeiras militares
| Bandeira | Período | Uso                             | Descrição                                                                                                 |
| -------- | ------- | ------------------------------- | --- |
|          |         | Jaque do Serviço Naval Irlandês | Harpa de ouro sobre fundo verde (também se usou para representar a Irlanda unida sob o domínio britânico) |

## Bandeiras históricas
| Bandeira | Período     | Uso                                                           | Descrição                                                                                                  |
| -------- | ----------- | ------------------------------------------------------------- | --- |
|          | 1783 - 1922 | Bandeira de São Patrício                                      | Cruz de São Patrício (sautor de vermelho) sobre campo de branco                                            |
|          | 1801 - 1922 | Union Jack, bandeira do Reino Unido da Grã-Bretanha e Irlanda | Sobreposição das bandeiras de São Jorge (Inglaterra), de Santo André (Escócia) e de São Patrício (Irlanda) |
|          |             | Bandeira do Lorde Tenente da Irlanda                          | Uma Union Jack, carregada ao centro com um escudo de azul com uma harpa de ouro                            |